# Serge Lepeltier
Serge Lepeltier (nacido el 12 de octubre de 1953) es un político francés.
Estudió en HEC Paris.
Fue alcalde de Bourges en 1995 y nuevamente en 2001. Fue elegido senador del departamento de Cher el 27 de septiembre de 1998.
Ganó las elecciones municipales de Bourges en 1995 frente al candidato comunista.
Actuó brevemente como Presidente del Rally por la República en 2002 después de que Michèle Alliot-Marie fuera nombrada Ministra de Defensa, y justo antes de que el Partido se disolviera oficialmente dentro de la Unión por un Movimiento Popular.
El 31 de marzo de 2004, el gobierno de Jean-Pierre Raffarin anunció una reorganización debido a las masivas pérdidas en las elecciones regionales francesas. Serge Lepeltier fue nombrado ministro de Medio Ambiente, mientras que Roselyne Bachelot-Narquin fue destituida.
En 2005, Serge Lepeltier se unió al Partido Radical.